# Wilhelm Wirtinger
Wilhelm Wirtinger (Ybbs an der Donau, 15 luglio 1865 – Ybbs an der Donau, 15 gennaio 1945) è stato un matematico austriaco, conosciuto per i suoi lavori in analisi complessa, geometria, algebra, teoria dei numeri, sui gruppi di Lie e sulla teoria dei nodi. Ha ricevuto la Medaglia Sylvester della London Mathematical Society nel 1907.